# Jirkův tajný klíč k vesmíru
Jirkův tajný klíč k vesmíru je kniha poprvé vydaná (v angličtině) roku 2007, autorem je Lucy Hawkingová ve spolupráci se svým otcem, britským vědcem Stephenem Hawkingem. Kromě příběhu určeného dětem školního věku obsahuje také informační stránky s vysvětlením základů astronomie, fyziky a dalších vědeckých oborů.
Kniha dostala pokračování Jirkův vesmírný lov pokladů, Jirka a Velký třesk a Jirka a neprolomitelná šifra.

## Děj
Kluk jménem Jirka žije v malém městečku v rodině, která se dost liší od jiných rodin. Předně, ani jeden jeho rodič nejí maso a v jejich domácnosti lze nalézt jen absolutní minimum elektrických přístrojů (popravdě svítí svíčkami a nemají telefon ani televizi). Jedí jen domácí jídlo, hlavně různé přírodniny a ekologické potraviny.
Jirka by ale radši dělal spoustu věcí, které dělají ostatní děti – a ze všeho nejvíce by chtěl počítač. Radost má jen ze svého prasátka, které dostal dárkem k Vánocům od babičky a které mu hodně vyrostlo. Čuníka chová ve chlívku a když ten mu jednoho dne prchne do sousední zahrady, která je zapovězeným územím, Jirka se ho vydá najít. Pronikne tak do sousedního domu a seznámí se zde s dívkou Aničkou a jejím otcem Erikem, který vlastní skvělý počítač, vlastně nejvýkonnější na světě. Říká mu Kosmo a to proto, že má jednu úžasnou schopnost – udělat zvláštní okno do vesmíru, kterým lze sledovat všechny možné úkazy z něj, a dále také dveře, kterým může kohokoliv, kdo jej používá, přenést na zmapované území ve vesmíru.
Jirka má ve škole dost zvláštního učitele, který má podivný zájem o tento drahocenný stroj o kterém se jednou Jirka omylem zmíní (v té době už je zcela zasvěcen do jeho tajemství). A právě on může být Erikovi a lidem v jeho okolí nebezpečný.